# رود امبا
رود امبا/امبی (به قزاقی: Ембі өзені، ەمبى وزەنى) یا رود جم (به قزاقی: Жем өзені، جەم وزەنى) نام رودی است که از کشور قزاقستان می‌گذرد و به دریای خزر می‌ریزد.